# Ponson-Debat-Pouts
Ponson-Debat-Pouts è un comune francese di 87 abitanti situato nel dipartimento dei Pirenei Atlantici nella regione della Nuova Aquitania.

## Società

### Evoluzione demografica
Abitanti censiti